# Міллер Всеволод Федорович
Все́волод Фе́дорович Мі́ллер (рос. Миллер Всеволод Фёдорович; 19 квітня 1848 — 18 листопада 1913) — російський науковець, фольклорист, етнограф, мовознавець і археолог. Відомий як один і з засновників сходознавчих студій і освіти в Російській імперії.

## Наукова спадщина
В. Ф. Міллер здійснив п'ять поїздок до Осетії, в ході яких вивчав мову, побут і вірування осетинів, збирав зразки фольклору. Результатом цих мандрівок стала серія робіт «Осетинські етюди», що вийшла в трьох томах.
Перша частина, «Осетинські тексти» (Москва, 1881), містить фольклорні тексти на осетинській мові з російськими перекладами і коментарями. Зокрема, було опубліковано декілька сказань нартського епосу («Як народився Батраз», «Як убили Хамица, Батразова батька», «Сослан і Уризмаг» тощо).
Друга частина, «Дослідження» (Москва, 1882) включає фонетику і детальну граматику осетинської мови, а також окрему главу про релігійні уявлення осетинів.
Третя частина, також «Дослідження» (Москва, 1887), присвячена українському осетинознавцю Максиму Ковалевському, містить результати історико-етнографічних пошуків. У цьому томі є, крім іншого, опис зааселеної осетинами території, теоретичне доведення північного (степового) походження осетинів, екскурси в історію часів скіфів, сарматів і аланів. Книга містить додаток, де вміщені зразки «південно-осетинського наріччя», підборка дигорських та іронських прислів'їв, ін. матеріали тощо.
Осетинські тексти в книгах В. Ф. Міллера серії «Осетинські етюди» публікувалися в спеціальній транскрипції, заснованій на кирилиці, що мала відмінності від осетинської абетки, що вже була в ходу на той час, у бік більшої точності.